# Jewgienij Wołkow
Jewgienij Maksimowicz Wołkow (ros. Евгений Максимович Волков, ur. 1920 we wsi Kolesniki obecnie w rejonie gagarińskim w obwodzie smoleńskim, zm. 17 stycznia 1945 w Żyrardowie) – radziecki wojskowy, starszy porucznik, uhonorowany pośmiertnie tytułem Bohatera Związku Radzieckiego (1945).

## Życiorys
Urodził się w rodzinie chłopskiej. Skończył niepełną szkołę średnią i technikum kolejowe w Moskwie ze specjalnością maszynista parowozu. Od 1940 służył w Armii Czerwonej, ukończył szkołę wojsk pancernych w Orle, od maja 1943 uczestniczył w wojnie z Niemcami. Był kandydatem do WKP(b). Walczył na Froncie Centralnym, 1 i 2 Ukraińskim oraz 1 Białoruskim jako dowódca plutonu czołgów, dowódca kompanii i zastępca dowódcy batalionu. Brał udział w bitwie pod Kurskiem, operacji czernihowsko-prypeckiej, korsuń-szewczenkowskiej, humańsko-botoszańskiej, brzesko-lubelskiej i warszawsko-poznańskiej. Był ranny. Jako zastępca dowódcy batalionu czołgów 47 Gwardyjskiej Brygady Pancernej 9 Gwardyjskiego Korpusu Pancernego 2 Gwardyjskiej Armii Pancernej w stopniu starszego porucznika 15 stycznia 1945 walczył w Grójcu, gdzie zniszczył dwa samochody pancerne wroga, następnego dnia wziął udział w walkach o Mszczonów, a 17 stycznia o Żyrardów, gdzie osobiście zniszczył dwa niemieckie czołgi i dwa działka szturmowe. Podczas walki jego czołg został trafiony, a on sam został śmiertelnie ranny. Został pochowany w Żyrardowie. Jego imieniem nazwano ulicę w Gagarinie.

## Odznaczenia
- Złota Gwiazda Bohatera Związku Radzieckiego (pośmiertnie, 27 lutego 1945)
- Order Lenina (pośmiertnie, 27 lutego 1945)
- Order Wojny Ojczyźnianej I klasy
- Order Wojny Ojczyźnianej II klasy